# دراسة (زراعة)

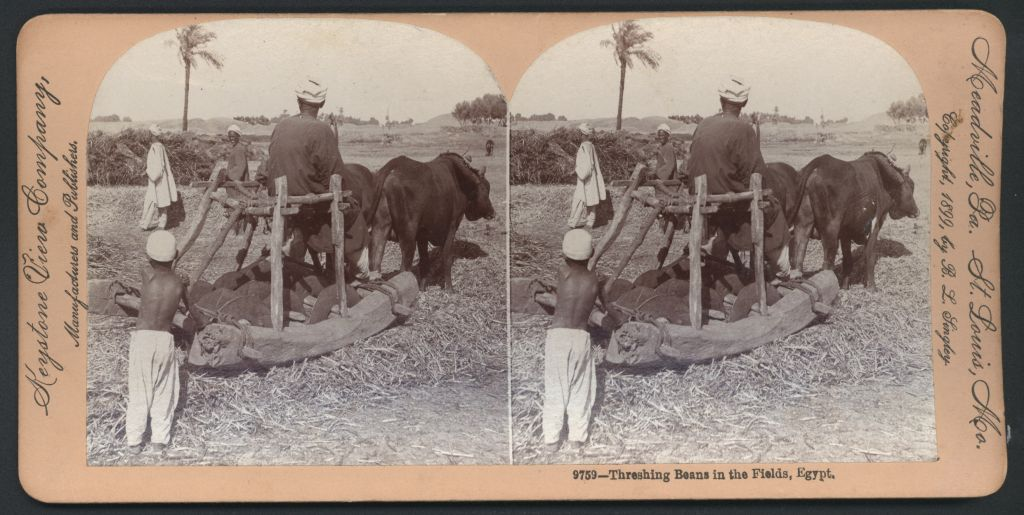
دراسة القمح في حقول مصر 1899م

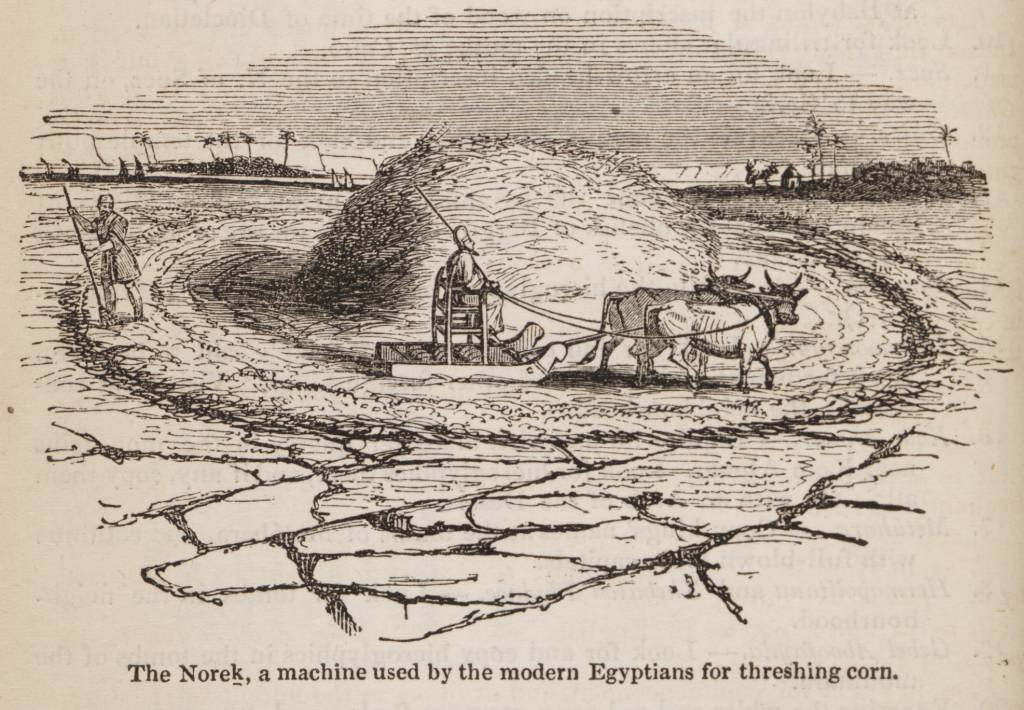
نورج الفلاحين المصريين سنة 1847م

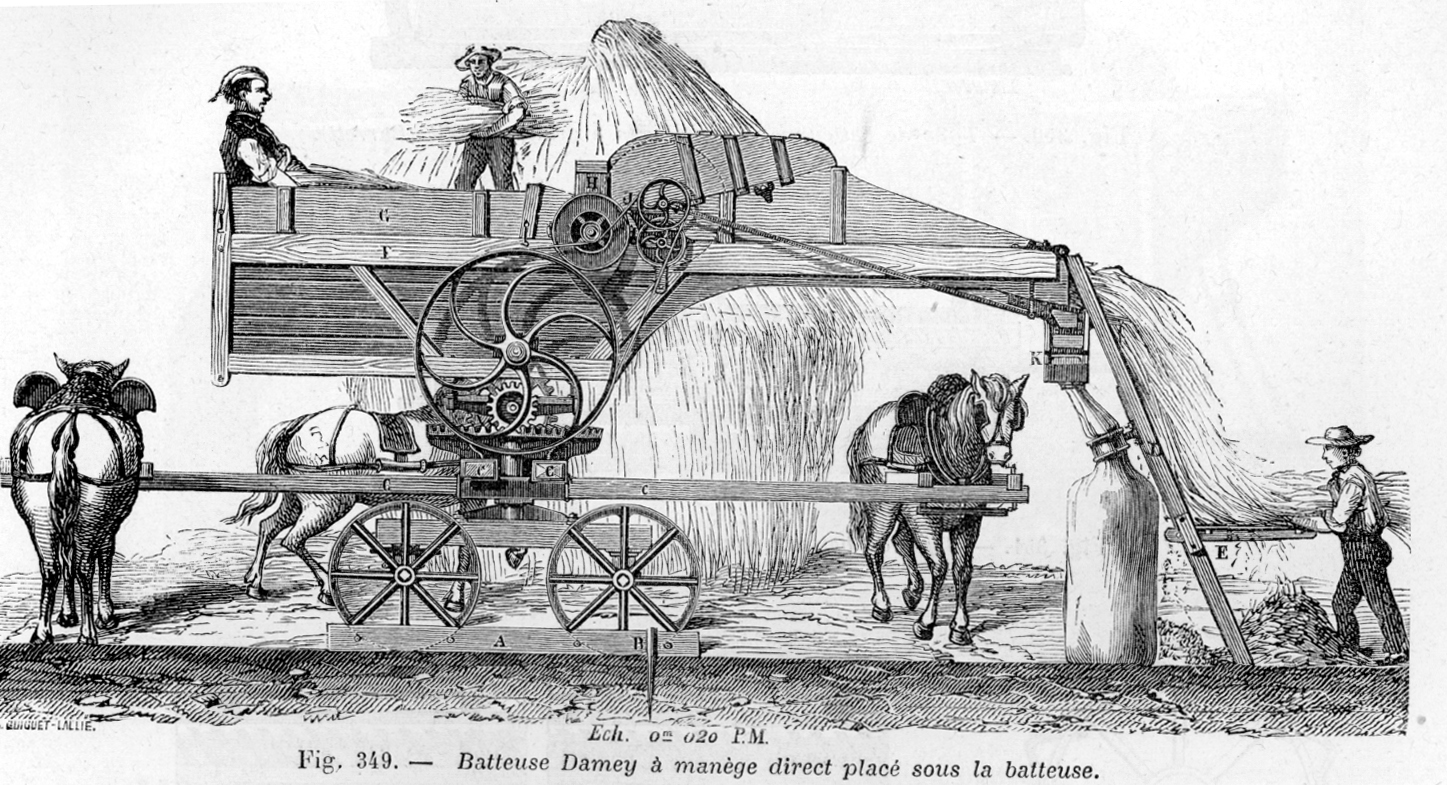
درَّاسة مدارة بحيوان

دِراسة الحنطة أو الدِّرَاس أو الدَّرْس أو دِراس هي عملية فصل الجزء الصالح للأكل من حبوب النبات الحبية (أو غيرها من المحاصيل) عن القش الحرشفي غير الصالح للأكل الذي يحيط به. هذه الخطوة في إعداد الحبوب تكون بعد الحصاد وقبل التذرية ويتم فيها فصل القشر المفصول من الحبوب. ولا تعمل الدراسة على فصل النخالة عن الحبوب.
ويمكن أن تتم الدراسة بالضرب على الحبوب باستخدام المِدرَس اليدوي على أرضية الدراس. وتتمثل طريقة أخرى تقليدية في الدراسة في جعل الحمير أو الثيران تمشي في دوائر على الحبوب على سطح صلب. الطريقة الحديثة لذلك في بعض المناطق تتمثل في نشر الحبوب على طريق ريفي لتطحن الحبوب بواسطة عجلات المركبات المارة.
ولكن في المناطق المتقدمة غالبًا ما يتم ذلك بواسطة آلات وعادة ما تكون حاصدة مركبة التي تحصد وتدرس وتذري الحبوب بينما هي في الحقل.
يمكن تخزين الحبوب في حظيرة الدراسة.

## معرض الصور

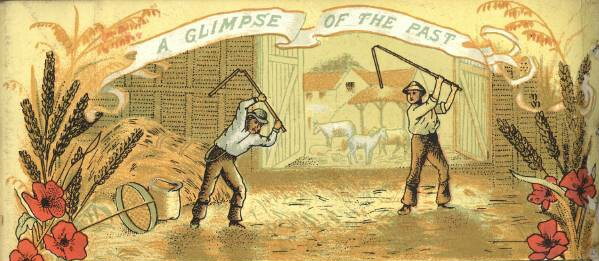
دراسة بالمِدرَس اليدوي في بريطانيا العظمى، ج. 1750. صورة من ج. 1875.
- منطقة إيريلار بورتراديشان تظهر الدراسة باليد - متحف روشايدر هوف المفتوح
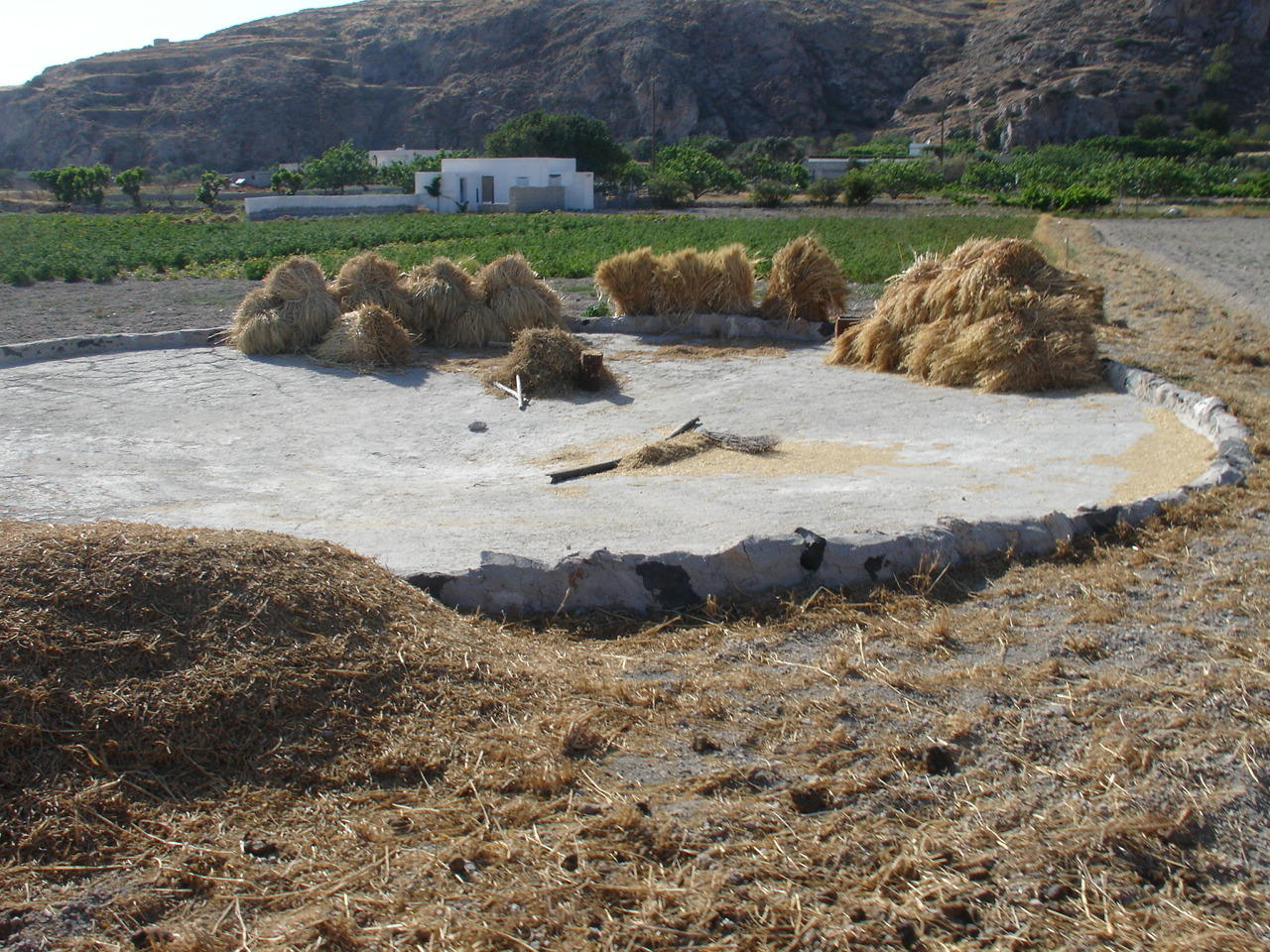
أرضية الدراسة، بسانتوريني، اليونان
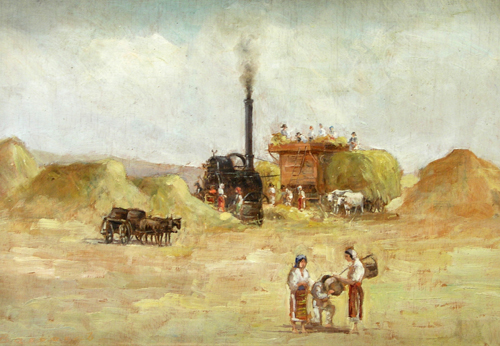
صورة للودوفيك باساراب حيث تتم عملية درس الحنطة ("الدراسة")، ومبينة الفلاحين باللباس الروماني حول حاصدة مركبة
- دراسة الأرز باليد (عرض فائق الوضوح)
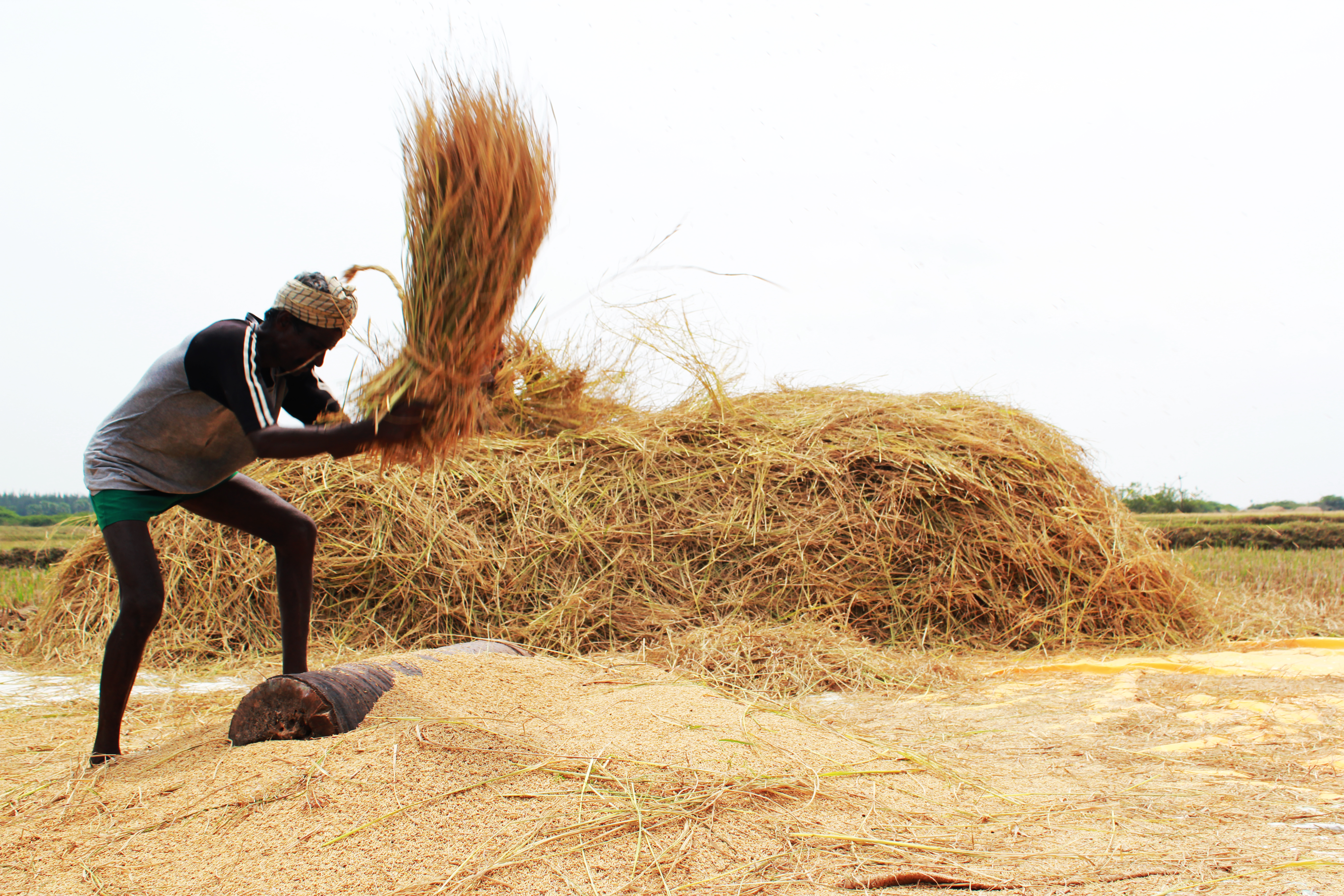
مزارع يعمل في حقله
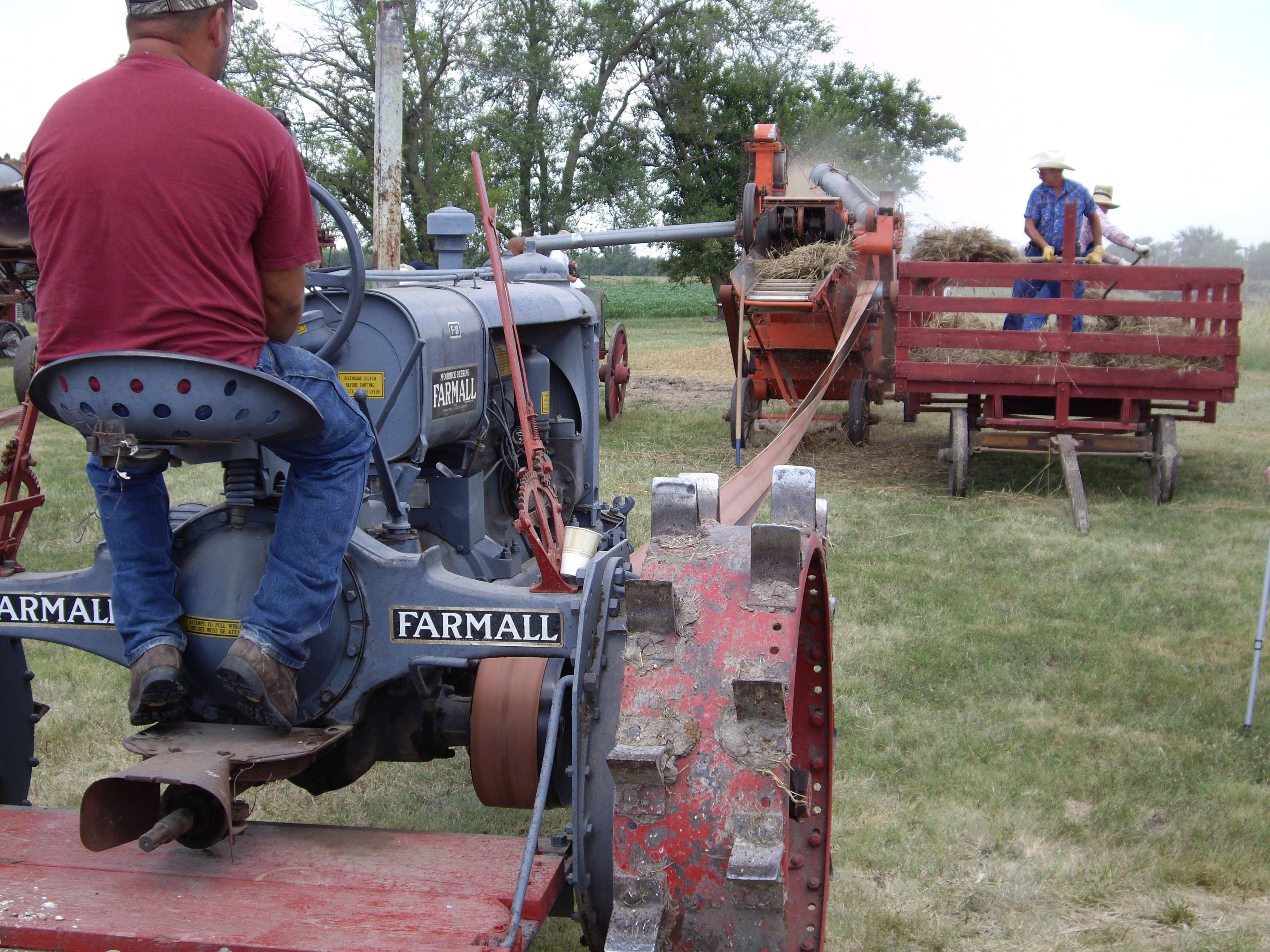
دراسة القمح التجريبي بجوسيل في يوم الدراسة في جوسيل، كنساس، 2010.